# Gjorgji Marjanović
Gjorgji Marjanović (mazedonisch Ѓорѓи Марјановиќ Ǵorǵi Marjanoviḱ, serbisch Đorđi Marjanović; * 6. Mai 1939 in Stara Moravica, Königreich Jugoslawien, heute zur Gemeinde Bačka Topola, Serbien gehörend; † 2. April 2022) war ein jugoslawischer bzw. mazedonischer Rechtswissenschaftler und Übersetzer.
Er studierte Jura an den Universitäten Skopje und Zagreb und promovierte 1973 in Skopje mit einer Arbeit über die Situation ehemaliger Strafgefangener nach ihrer Haftentlassung. Ab 1974 war er Assistenzprofessor, ab 1985 ordentlicher Professor an der Universität Skopje; 2004 wurde er emeritiert.
Er übersetzte mehrere Bücher aus dem Deutschen ins Mazedonische, unter anderem:
- Karl Marx: Der achtzehnte Brumaire des Louis Bonaparte
- Günther Kaiser: Kriminologie
- Gustav Radbruch: Rechtsphilosophie